# Baccarat (üveggyár)
1764-ben a lotaringiai Baccarat-ban alapított üveggyár.

## Története
XV. Lajos francia király adott engedélyt 1764-ben a metzi Montmorency-Lavalnak üveggyár alapítására. 1816-ig üvegablakok, tükrök készítésével foglalkoztak, ekkor azonban elkezdtek kristályokat készíteni. Számos megrendelés érkezett királyi/császári palotákból a 19. század folyamán, s a világkiállításokon is sorra kitüntették az ott bemutatott Baccarat lakberendezési tárgyakat. Az 1900-as évek elejétől fogva a Baccarat készíti a legismertebb parfümmárkák tucatjainak az üvegeket, s egy időre saját parfümjét is piacra dobta.
A termékkínálat ma már ékszerekkel is kiegészült: a majd’ két és fél évszázad alatt felhalmozott tudást és szakértelmet felhasználják a kristálynyakékek, karkötők és fülbevalók készítésekor is. A Baccarat használati és dekorációs tárgyai otthonunkat még különlegesebbé teszik szépségükkel, eleganciájukkal. A márka, hosszú múltja és tradíciói ellenére lépést tart a modern időkkel, s klasszikus kollekciói mellett a 21. századi designt is fellelhetjük kínálatában. Ilyen például egyik legújabb kollekciójuk a Darkside, ami fekete kristályból készült.
Baccarat-csillárokat találunk a szentpétervári Téli Palotában és világszerte számos katedrálisban. A manufaktúra vevője volt XVIII. Lajos, X. Károly, III. Napóleon, a francia köztársasági elnökök szinte mindegyike, és Josephine Baker is.
A párizsi Baccarat Múzeumban megtekinthetőek a márka 240 éves történetének kiemelkedő darabjai: 11, Place des Etats-Unis – 75116 Paris (illetve Moszkvában is található egy „Maison Baccarat”). A legnagyobb butikok Párizsban, Moszkvában, Tokióban és New Yorkban találhatók, itt nemcsak értékesítéssel, de javítással is foglalkoznak.